# زابولوتوفكا (فورونيز)
زابولوتوفكا (بالروسية: Заболотовка) هي مدينة في مقاطعة فورونيج أوبلاست في روسيا.
يبلغ عدد سكانها حوالي 3224 نسمة.